# Samkonge
Samkonge eller medkonge er en konge, som må dele kongeværdigheden med en anden konge. Eksempler på dette er brødrene Harald og Reginfred, der regerede som samkonger fra 812 til 813, eller Harald Blåtand, der var regent og samkonge i adskillige år af faderens Gorm den Gamles alderdom (ifølge flere krøniker).
Det var måske almindeligt i vikingetiden, at Norge og Sverige var opdelt mellem flere samkonger. Men også en bornholmsk konge kan have været samkonge med den danske konge.
Da Danmark var et valgkongedømme, var det vigtigt for en del konger at få en søn valgt som medkonge, således at sønnens krav på tronen allerede blev etableret i faderens levetid.